# HD 88161
HD 88161 är enligt osäkra mätningar en orange jätte. Den är belägen i Lilla lejonets stjärnbild..
Stjärnan har visuell magnitud +6,34 och är nätt och jämnt synlig för blotta ögat vid mycket god seeing.